# 罗汉镇 (普安县)
罗汉镇，是中华人民共和国贵州省黔西南布依族苗族自治州普安县下辖的一个乡镇级行政单位。
2015年1月23日，贵州省人民政府批复同意普安县乡镇行政区划调整，新设置的罗汉镇辖原罗汉乡，镇人民政府驻罗汉村。

## 行政区划
罗汉镇下辖以下地区：
罗汉村、戈氽村、老山田村、金竹林村、凉水村和海子村。